# Coppa Italia Lega Nazionale Pallacanestro 1999-2000
La Coppa Italia Lega Nazionale Pallacanestro 1999-2000 è stata la terza edizione della manifestazione. È stata organizzata per le 28 squadre di Serie B d'Eccellenza 1999-2000, più 4 squadre di Serie B2.
La final four si è disputata a Capo d'Orlando. Il Basket Club Ferrara ha vinto il secondo titolo consecutivo, dopo aver sconfitto in finale l'Orlandina Basket (squadra militante in Serie B2).

## Risultati

### Trentaduesimi di finale
Andata: 22 settembre 1999; ritorno: 26 settembre 1999.

### Sedicesimi di finale
Andata: 29 settembre 1999; ritorno: 3 ottobre 1999.

### Ottavi di finale
Andata: 27 ottobre 1999; ritorno: 10 novembre 1999.

### Quarti di finale
Andata: 22 dicembre 1999; ritorno: 6 gennaio 2000.

### Fase finale
Le final-four si sono svolte a Capo d’Orlando.

#### Semifinali
Data: 19 aprile 2000
| Squadra 1                   | Risultato | Squadra 2        |
| --------------------------- | --------- | ---------------- |
| Centro Sportivo Borgomanero | 48-71     | Basket Ferrara   |
| Valleverde Imola            | 54-56     | Orlandina Basket |

#### Finale
Data: 20 aprile 2000
| Squadra 1        | Risultato | Squadra 2      |
| ---------------- | --------- | -------------- |
| Orlandina Basket | 71-75     | Basket Ferrara |

## Verdetti
- Vincitrice della Coppa Italia: Basket Club Ferrara